# صمام رئوي
الصمام الرئوي (بالإنجليزية:   Pulmonary valve)‏ هو صمام ثلاثي الشرف يفصل بين البطين الأيمن والجذع الرئوي، ويسمح للدم بالتدفق خارجاً من البطين الأيمن إلى الجذع الرئوي، وهو يفتح عند انقباض القلب، عندما يرتفع الضغط في البطينِ الأيمن فوق الضغط في الشريانِ الرئويِ، ليغلق عند نهاية الانقباضة ليمنع رجوع الدم إلى القلب.
يُساهم إغلاق الصمامِ الرئويِ بي 2 من مكوّن صوت القلبِ الثانيِ (إس 2). إنّ القلب الأيمن أو السليم هو ذا نظام ضغط منخفض، لذا بي 2 من مكوّن صوت القلب الثاني أنعم عادة من أي 2 من مكوّن صوت القلب الثاني. على أية حال، من الطبيعي في بعض الشباب سماع كلا الصوتين للمكوّنات منعزلة أثناء الاستنشاق.

## معرض صور

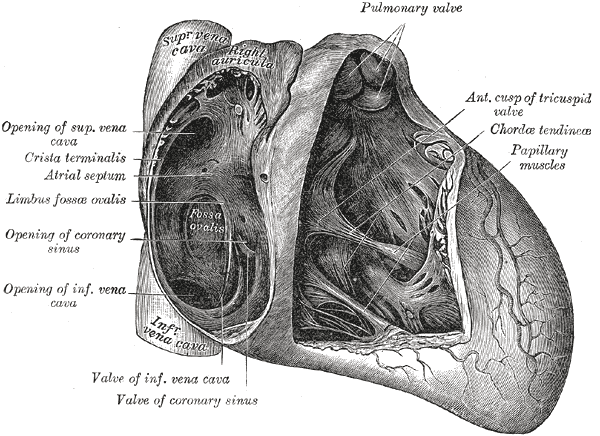
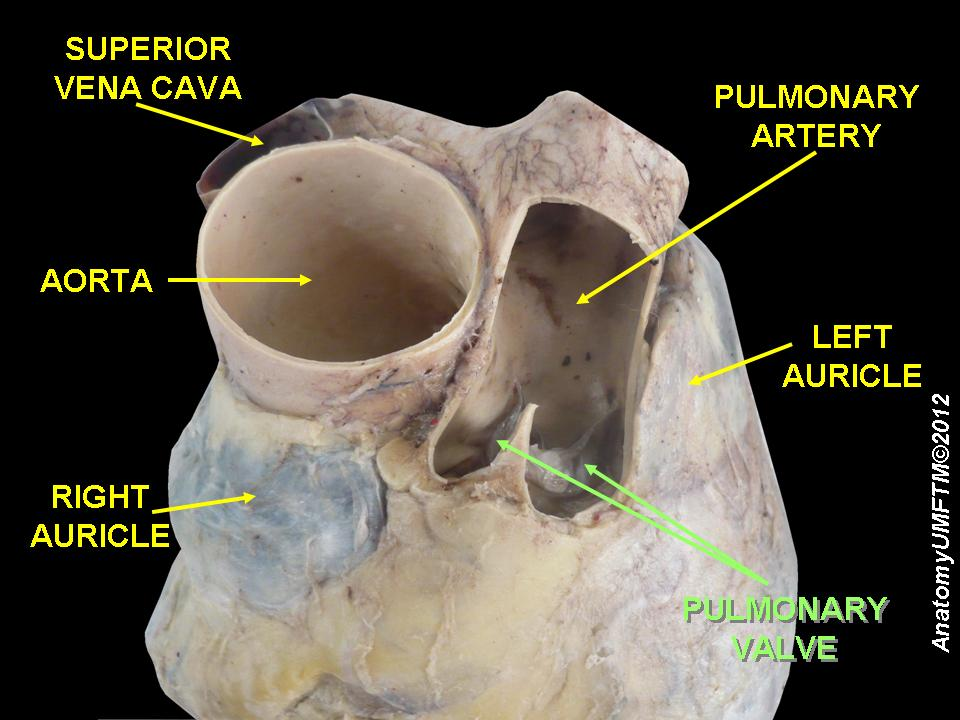
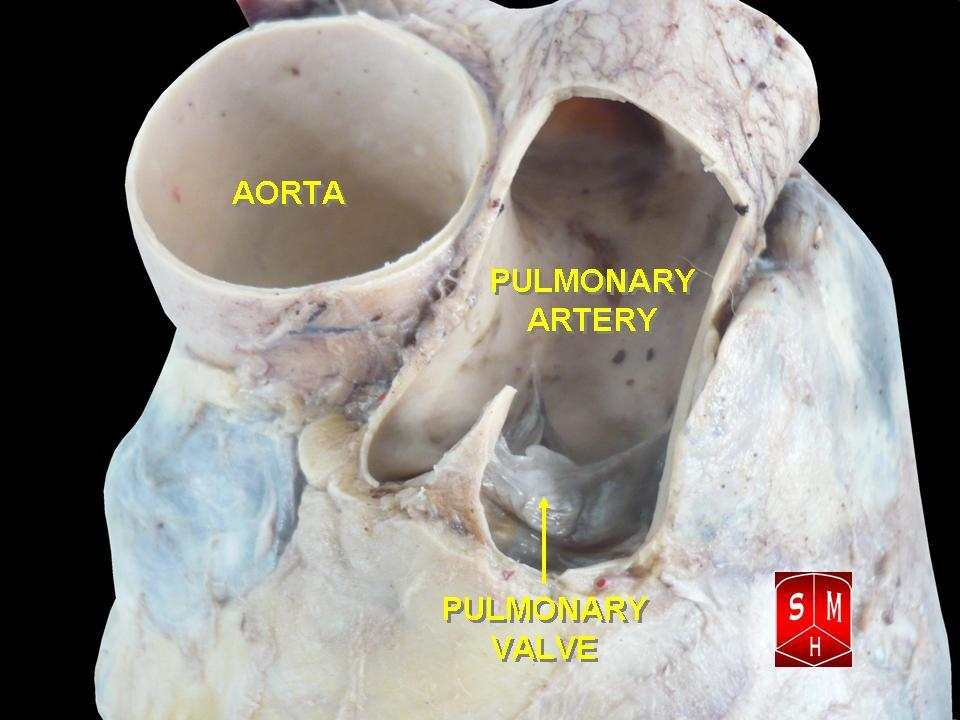